# Артя
Артя — река в России, протекает по Свердловской области. Впадает в реку Уфа. Длина реки составляет 59 км. Площадь водосборного бассейна — 617 км². В посёлке Арти на реке образован Артинский пруд.

## Притоки
- 18 км: Сенная
- 32 км: Арема

## Происхождение названия
Согласно основателю Уральской этимологической школы А. К. Матвееву, в источниках XVIII—XIX вв. река часто называется Арта, но башкирско-татарское соответствие Әртә и русское морфологическое освоение указывают на то, что вариант Артя ближе к тюркской форме.
Заманчиво видеть в основе топонима тюркское слово арт — «горный перевал», «нагорье» (башкирское артылыш — «перевал»), а также «задняя сторона», «спина», тем более что посёлок Арти находится в глубокой котловине между гор. Однако тюркское название реки Әртә с гласными переднего ряда делает сомнительной эту версию.
Возможно, что топоним Артя дотюркского происхождения и был усвоен сперва тюрками, а затем и русскими. Финский учёный А. Каннисто считал, что он восходит к мансийскому языку, где арт — «язь», я — «река».

## Данные водного реестра
По данным государственного водного реестра России относится к Камскому бассейновому округу, водохозяйственный участок реки — Уфа от Нязепетровского гидроузла до Павловского гидроузла, без реки Ай, речной подбассейн реки — Белая. Речной бассейн реки — Кама.
Код объекта в государственном водном реестре — 10010201112111100020902.